# 宝義
宝義（ほうぎ）は、西夏の末主の治世で用いられた元号。1226年 - 1227年。
一部史料には宝慶に作るものがあるが、現在の年表や研究書では退けられている。李崇智は考証として、「「宝慶」は南宋の「宝慶」の誤記」と断定しているが、「宝義」については、「萬光泰『紀元韻叙』に見えるが、史書には載っていない」と指摘している。
- 元年旧7月、即位、改元。
- 2年旧6月、チンギス・ハーンに降り、西夏滅亡。

## 西暦・干支との対照表
| 宝義 | 元年   | 2年    |
| 西暦 | 1226年 | 1227年 |
| 干支 | 丙戌   | 丁亥   |